# Geschützter Landschaftsbestandteil Feldgehölz am Stein
Der Geschützte Landschaftsbestandteil Feldgehölz am Stein mit 0,44 ha Flächengröße liegt nördlich von Züschen. Das Gebiet wurde 2008 bei der Aufstellung vom Landschaftsplan Winterberg durch den Kreistag des Hochsauerlandkreises als Geschützter Landschaftsbestandteil (LB) ausgewiesen.

## Gebietsbeschreibung
Es handelt sich um ein Feldgehölz auf einer etwa 630 m hohen Bergkuppe. Auf dem flachgründigen Standort befindet sich hier eine naturnaher Bereich aus Zwergsträuchern, Gebüschen und Kleinbäumen erhalten, die durch ihre ungünstigen natürlichen Standortvoraussetzungen nicht dem Nutzungsdruck der näheren Umgebung unterlag.

## Gebot
Es wurden im Landschaftsplan das Gebote festgesetzt:
- „Die Geschützten Landschaftsbestandteile sind durch geeignete Pflegemaßnahmen zu erhalten, solange der dafür erforderliche Aufwand in Abwägung mit ihrer jeweiligen Bedeutung für Natur und Landschaft gerechtfertigt ist. Solche Maßnahmen bestehen insbesondere in der fachgerechten Behandlung von Schäden und Wunden, Totholzausastung, Beseitigung von Wurzelbrut und (vorbeugenden) statischen Verbesserungen an Bäumen; bei den Feldgehölzen sind derartige Maßnahmen in der Regel nicht notwendig, sie sollen dann der natürlichen Entwicklung überlassen bleiben.“[1]